# Tramway d'Oklahoma City
Le tramway d'Oklahoma City  est un réseau de tramway desservant la ville d'Oklahoma City capitale administrative de l'État d'Oklahoma aux États-Unis peuplée de 600 000 habitants (agglomération 1 million d'habitants). Inauguré le 14 décembre 2018 le réseau comporte deux lignes d'une longueur totale de 8 kilomètres qui desservent 22 stations.

## Historique
La ville d'Oklahoma City décide de construire un réseau de tramway moderne au début de la décennie 2010. Le cout de construction des voies, d'acquisition des rames et de réalisation d'un dépôt se monte à 135 millions US$. Il est financé par une taxe de 1 cent sur les ventes qui est en vigueur entre avril 2010 et décembre 2017. La construction est confiée aux sociétés Herzog-Stacy et Witbeck. Cinq rames sont fournies par la société américaine Brookville Equipment pour un cout de 24,9 millions US$. La gestion du réseau est confiée à Herzog Transit Services.

## Réseau
Le réseau dessert le centre-ville et les quartiers de Bricktown et de Midtown. La ligne dont le tracé forme un huit orienté nord-sud et qui est longue de 7,8 kilomètres relie le quartier de Bricktown et le quartier d'affaires avec Automobile Valley et St Anthony Hospital Campus. La ligne deux qui forme une boucle orientée est-ouest relie Bricktown avec  Chesapeake Energy Arena et Cox Convention Center. Elle est longue de 3 kilomètres et utilise les mêmes voies que la ligne 1 sur pratiquement tout son trajet.   

### Matériel roulant
Le réseau utilise pour la desserte des deux lignes cinq rames  de type Liberty du constructeur américain Brookville Equipment. Ce modèle de rame comprend trois voitures et est long de 20,1 mètres pour une largeur de 2,44 mètres. La rame comporte un plancher bas sur 70% de sa longueur. La rame est bidirectionnelle et comporte 2 portes de chaque côté toutes deux situées sur la voitures du milieu. Chaque rame peut transporter 100 passagers dont 30 assis. Elle est alimentée en courant continu  via un pantographe mais fonctionne sur 40% de son parcours en utilisant des batteries lithium-ion. La vitesse maximale est de 50 km/h.

### Exploitation
Les rames circulent de 6 heures du matin  à minuit avec une fin de service prolongée le vendredi et le samedi soir (2 heures du matin). La fréquence est comprise entre 15 et 18 minutes. Le prix d'un billet est de 1 US$. Il existe des forfaits journalier (3 US$), mensuel (32 US$) et annuel (384 US$).